# Рафаел Ороско Маестре
Рафаел Хосе Ороско Маестре  (шп. Rafael José Orozco Maestre; 24. март 1954, Бесерил - 11. јун 1992, Баранкиља), био је колумбијски певач. Он је један од главних експонената популарне колумбијске народне музике.

## Дискографија
- Binomio de oro (1977)
- Por lo alto (1977)
- Enamorado como siempre (1978)
- Los Elegidos (1978)
- Súper vallenato (1979)
- Clase aparte (1980)
- De caché (1980)
- 5 años de oro (1981)
- Festival vallenato (1982)
- Fuera de serie (1982)
- Mucha calidad (1983)
- Somos vallenato (1984)
- Superior (1985)
- Binomio de oro (1986)
- En concierto (1987)
- Internacional (1988)
- De Exportación (1989)
- De fiesta con binomio de oro (1990)
- De américa (1991)
- Por siempre (1992)